# 水木薰
水木薰（1959年6月16日—）是日本資深女演員、配音員。她在第15屆橫濱電影節内的電影之中奪得最佳女配角大獎。目前隸屬於大澤事務所旗下。

## 主要演出

### 電影
- 花與蛇 究極繩調教（1987年） - 飾 佐伯道子
- つげ義春ワールド ゲンセンカン主人（1993年）
- 幪面超人響鬼與七人的戰鬼（2005年） - 飾 安達郁子

### 電視劇
- 草壁署迷宮課迷宮先生（1985年）（第11話）
- 草壁署迷宮課迷宮先生2（1987年）（第5話）
- 幪面超人響鬼（2005年） - 飾 安達郁子
- 警視廳三係・吉敷竹史系列（2008年） - 飾 藤倉令子
- 暴風雨（2011年） - 飾 窯戶
- 遺留搜查2（2012年） - 飾 木村亮子（第1話）

### 遊戲
- GRANDIA III（2005年8月4日） - ビアンカ

## 外部連結
- 大澤事務所網站內的個人資料
- 水木薫　Official Site （页面存档备份，存于）